# Itutinga
Itutinga is een gemeente in de Braziliaanse deelstaat Minas Gerais. De gemeente telt 4.165 inwoners (schatting 2009).

## Aangrenzende gemeenten
De gemeente grenst aan Carrancas, Ibituruna, Ingaí, Itumirim, Luminárias en Nazareno.

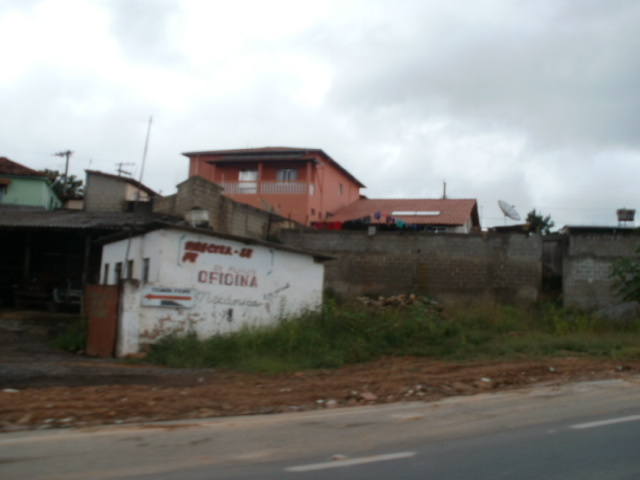
Itutinga